# Davit Kartvelishvili
Davit Kartvelishvili (en georgiano დავით ქართველიშვილი; Tiflis, 6 de julio de 1976) es un escritor georgiano.

## Biografía
Davit Kartvelishvili tiene formación como abogado pero nunca ha ejercido en el ámbito legal. Sus obras literarias se han publicado regularmente en publicaciones periódicas desde 1999 y sus relatos aparecen en varias antologías como 15 Best Short Stories,Georgian Short Stories of the 21st Century y Contemporary Georgian Fiction —junto a Aka Morchiladze, Lasha Bugadze, Mariam Bekauri y Teona Dolenjashvili, entre otros—, publicada en 2012. En 2010-2011 Davit Kartvelishvili fue presidente del PEN-Centre de Georgia. Actualmente vive y trabaja en Estados Unidos.

## Obra
Su debut literario, Popurrí (2001), despertó el interés de los lectores y ganó para el autor el premio Tsinandali. Su posterior novela Era de noche, era de mañana (იყო საღამო,იყო დილა, 2006) sigue siendo una de sus obras más populares; en ella hay seis personajes principales, tres mujeres y tres hombres, que a veces se aman, a veces se odian y en ocasiones intentan matarse.
Cuatro historias (4 მოთხრობა, 2007) es un compendio de cuatro relatos, estando incluido el último de ellos, La ardilla, en la antología Contemporary Georgian Fiction. Todos estos textos revelan la habilidad del autor, empleando un lenguaje muy simple, de amplificar y condensar acontecimientos banales hasta alcanzar una conclusión ineludible que a menudo solo tiene lugar en la imaginación del narrador. Esta obra obtuvo el premio literario SABA en 2008.
Uno de sus últimos libros, Evidencia fáctica (მოცემულობა, 2012), narra la historia de un detective que vuelve a casos de homicidio ya resueltos, no con el propósito de seguir investigando, sino para adquirir sabiduría sobre la vida hablando con los familiares de las víctimas.
Kartvelishvili es autor de cuatro novelas y es reconocido por sus relatos, que se distinguen por su original estilo y por sus tramas dinámicas que mantienen el suspense en el lector.